# Kościół św. Anny w Krzyżanowicach
Kościół Świętej Anny – rzymskokatolicki kościół parafialny należący do parafii pod tym samym wezwaniem (dekanat Tworków diecezji opolskiej).
Obecna świątynia została wzniesiona pod koniec XVIII wieku (prace budowlane trwały w latach 1791-93). W 1945 roku, pod koniec działań wojennych, kościół został uszkodzony, następnie w latach 1947-49 został odbudowany. Budowla jest orientowana, murowana, wybudowana z cegły i nakryta dachem dwuspadowym z sygnaturką. Do krótkiej nawy jest dostawiona od strony zachodniej wysoka wieża, u podstawy na planie kwadratu, natomiast powyżej na planie wielokąta i zwieńczona ostrosłupowym dachem hełmowym. Świątynia reprezentuje styl późnobarokowy. Wyróżniającym się elementem jest portal wejściowy z kartuszem herbowym Lichnowskich umieszczony nad drzwiami. We wnętrzu kościoła znajduje się ołtarz główny z obrazem św. Anny, ufundowany przez dziedziców Krzyżanowic, Lichnowskich.